# Nghệ sĩ hòa âm phối khí
Nghệ sĩ hòa âm phối khí (hoặc ngắn gọn là hòa âm theo lối gọi truyền thống),  còn gọi là nhạc sĩ hòa âm, là nghệ sĩ làm công việc sắp đặt bố cục của dàn nhạc cụ sao cho phù hợp với giai điệu và ca từ của một tác phẩm âm nhạc, sao cho thật phù hợp với một giọng ca, từ đó tôn vinh những điểm mạnh của nhạc và lời lên nhiều lần. Người này đóng góp quan trọng làm nên màu sắc của ca khúc, tăng sự rõ nét và phong phú của giai điệu. Phần hòa âm có khi chỉ đơn giản là một đoạn nhạc dạo hoặc một đoạn nhạc nền. Khi công nghệ ghi âm ngày càng phát triển thì vai trò của nhạc sĩ hòa âm ngày càng được nâng cao.
Yêu cầu đối với người viết hòa âm là phải hiểu rõ tính năng của từng loại nhạc cụ để viết tổng phổ cho cả dàn nhạc, phải nghiên cứu kĩ kết cấu của bài hát để xác định loại nhạc cụ và thủ pháp hòa âm, chẳng hạn một bài nhạc buồn không thể lại hòa âm tiếng trống, tiếng kèn saxophone rộn ràng. Họ thường xuất thân từ các nhạc công đầy tài nghệ. Những khúc dạo đầu có thể dựa vào nét nhạc của tác giả gốc rồi biến tấu thêm hoặc dựa vào ca từ để viết đoạn nhạc trên tinh thần của ca khúc, hoặc sáng tạo mới mẻ dựa trên độ thẩm thấu ca khúc của chính người nghệ sĩ làm hòa âm.
Theo nhà nghiên cứu âm nhạc Ca Lê Thuần, công việc viết hòa âm là của chính nhạc sĩ sáng tác vì như thế mới hoàn thiện được hình tượng tác phẩm, chuyển tải trọn tâm tư tình cảm của người sáng tác. Ông cho rằng nghề làm hòa âm là nghề riêng có ở Việt Nam. Sở dĩ nước này có đội ngũ người sống bằng nghề này là vì nhiều nhạc sĩ sáng tác không đủ sức hoặc không đủ thời gian viết hòa âm cho ca khúc của mình.
Trên thế giới, có nghề gọi là music arranger (tạm dịch: nghệ sĩ cải biên nhạc, "arrange" là "cải biên"). Theo định nghĩa của trường đào tạo nhạc đương đại nổi tiếng thế giới là Berklee College of Music của Hoa Kỳ, thì music arranger là người giúp hoàn thiện, tái gia công, chuyển thể các sáng tác âm nhạc bằng cách cải biên các yếu tố của nó như lối hòa âm phối khí, nhịp độ và thể loại. Những người này hoạt động trong vô số lĩnh vực như công nghiệp ghi âm, các buổi hòa nhạc, buổi liveshow, công nghiệp điện ảnh và truyền hình. Có người chuyển thể các tác phẩm âm nhạc sẵn có thành sáng tạo của mình, có người lại tạo ra các bản phối phòng thu mới dựa trên hiểu biết bao quát về thu âm. Đa phần họ cố gắng giữ lại giai điệu, ca từ và tinh thần của tác phẩm gốc nhưng cũng không ít người đưa vào hàm lượng sáng tạo rất cao thể hiện cái tôi của họ.

## Nghệ sĩ hòa âm nổi tiếng
Danh sách này không đầy đủ, bạn cũng có thể giúp mở rộng danh sách.
- Anh Quân
- Bảo Chấn
- Bảo Phúc
- Đinh Ngọc Liên
- Đỗ Bảo
- Đức Trí
- Hoài Sa
- Hồ Hoài Anh
- Huy Tuấn
- Huỳnh Nhật Tân
- Khắc Hưng
- Kim Tuấn
- Lê Văn Thiện
- Lê Quang
- Mạnh Trinh
- Nghiêm Phú Phi
- Nguyễn Xinh Xô
- Nguyễn Thanh Bình
- Nhật Trung
- Quang Phúc[1]
- Quốc Bảo
- Quốc Dũng
- Quốc Trung
- Sỹ Đan
- Thanh Phương
- Trúc Hồ
- Trúc Sinh
- Văn Phụng
- Võ Thiện Thanh
- Vũ Huyền Trung[5]
- Vũ Tuấn Đức
- Y Vân